# Mikołaj z Kórnika
Mikołaj z Kórnika herbu Łodzia (zm. 1382 w Ciążeniu) – biskup poznański.

## Życiorys
Syn Mikołaja z Będlewa, bratanek biskupa poznańskiego Jana herbu Łodzia. Studiował prawo we Włoszech, kończąc naukę doktoratem z dekretów, który uzyskał przed rokiem 1365. Po powrocie do kraju (pomiędzy 9 lipca 1365 a 27 stycznia 1368) został kantorem poznańskim. Związał się również z dworem biskupa krakowskiego Bodzanty, który mianował go nadwornym sędzią, w 1359 kanonikiem krakowskim, a w 1364 biskupim wikariuszem. W 1366 papież mianował go kanonikiem gnieźnieńskim, a w 1368 otrzymał on prepozyturę Najświętszej Marii Panny w Krakowie. Pełnił również funkcję subkolektora papieskiego, a od 1365 lub 1366 do 1372 sprawował urząd kanclerza wielkopolskiego. Dzięki temu ostatniemu urzędowi nawiązał bliskie stosunki z dworem króla Ludwika Węgierskiego, co pozwoliło mu usuwać przeciwników politycznych, z których najpotężniejszym był podkanclerzy koronny Jan z Czarnkowa. Prawdopodobnie Mikołaj przyczynił się do oskarżenia go o profanację grobu Kazimierza Wielkiego i kradzież insygniów koronacyjnych, co sprawiło, że Jan został pozbawiony urzędu.
Po śmierci Jana z Lutogniewa zwolnił się poznański urząd biskupi. 7 maja 1375 Mikołaj otrzymał sakrę i zasiadł na tronie biskupa poznańskiego. Jako biskup rozpoczął przebudowę w stylu gotyckim katedry poznańskiej i otoczył murami Słupcę. W polityce zabiegał o względy i kolejne nadania dla biskupstwa ze strony Piastów mazowieckich, lecz poza tym nie wykazywał jakieś konkretnej linii politycznej. W świadomości kolejnych pokoleń utrwalił się jego negatywny obraz naszkicowany przez Janka z Czarnkowa, który określił go jako człowieka nieuczciwego i zepsutego. Zmarł 18 marca 1382 w Ciążeniu, pochowano go w poznańskiej katedrze.